# Roman Bezjak
Roman Bezjak, né le 21 février 1989 à Slovenj Gradec en Slovénie, est un footballeur international slovène qui évolue au poste d'attaquant. Il joue actuellement pour l'USV Wies.

## Biographie

### NK Celje
Bezjak commence sa carrière en junior avec le Korotan Prevalje et au NK Dravograd avant de passer au NK Celje. 
Bezjak fait ses débuts en PrvaLiga lors d'une défaite 5-2 contre le NK Maribor le 9 avril 2008, en remplaçant Blaž Puc. Il joue un seul match en championnat lors de sa première saison.
La saison suivante, il joue son premier match comme titulaire, le 2 août 2008, dans un match nul à domicile 0-0 contre le NK Domžale, avant d'être remplacé par Saša Bakaric. Deux semaines plus tard, Bezjak marque son premier but dans un match nul 2-2 à l'extérieur contre le NK Primorje.
Il devient peu à peu l'un des éléments-clés du dispositif du Celje à partir de la saison 2009-10. 
Bezjak prend part à 108 matchs pour 34 buts en championnat, 13 matchs pour 5 buts en coupe et deux matchs en Ligue Europa portant son total à 123 matchs pour 39 buts disputés pour le NK Celje de 2008 à 2012.

### Ludogorets Razgrad
Le 22 août 2012, Bezjak rejoint le club bulgare du Ludogorets Razgrad en A PFG et y signe un contrat de quatre ans. Il fait ses débuts pour Razgrad dans un match contre le CSKA Sofia le 22 septembre 2012, qui se termine sur le score de 1-0 pour Razgrad. Lors de sa première saison, il dispute 14 matchs pour 5 buts.  
Le 27 octobre 2013, Bezjak marque quatre buts dans une victoire 5-1 contre le Lyubimets 2007. Il marque également trois buts en deux matchs contre le PSV Eindhoven en Ligue Europa. En février 2014, il inscrit deux buts en deux matchs contre la Lazio Rome en seizièmes de finale de la Ligue Europa. Il joue 9 matchs pour 6 buts en Ligue Europa et son club est éliminé en huitièmes de finale par le Valence CF.

### APOEL Nicosie
Le 14 janvier 2019, il s'engage avec l'APOEL Nicosie, contre 300 000 euros.

### Équipe nationale
Roman Bezjak est convoqué pour la première fois par le sélectionneur national Srečko Katanec pour un match amical face à la Finlande le 14 août 2013. Il remplace Valter Birsa (défaite 2-0). 
Il compte vingt-deux sélections et quatre buts avec l'équipe de Slovénie depuis 2013.

## Palmarès
Ludogorets Razgrad
- Champion de Bulgarie en 2013, 2014 et 2015.
- Vainqueur de la Coupe de Bulgarie en 2014.
- Vainqueur de la Supercoupe de Bulgarie en 2014.

 HNK Rijeka
- Champion de Croatie en 2017.
- Vainqueur de la Coupe de Croatie en 2017.

## Statistiques
| Saison                | Club                  | Championnat           | Championnat | Championnat | Coupe(s) nationale(s) | Coupe(s) nationale(s) | Compétition(s) continentale(s) | Compétition(s) continentale(s) | Compétition(s) continentale(s) | Slovénie | Slovénie | Total | Total |
| Saison                | Club                  | Division              | M.          | B.          | M.                    | B.                    | Comp.                          | M.                             | B.                             | M.       | B.       | M.    | B.    |
| 2007-2008             | NK Celje              | Prva Liga             | 1           | 0           | -                     | -                     | -                              | -                              | -                              | -        | -        | 1     | 0     |
| 2008-2009             | NK Celje              | Prva Liga             | 11          | 1           | -                     | -                     | -                              | -                              | -                              | -        | -        | 11    | 1     |
| 2009-2010             | NK Celje              | Prva Liga             | 24          | 6           | 4                     | 3                     | -                              | -                              | -                              | -        | -        | 28    | 9     |
| 2010-2011             | NK Celje              | Prva Liga             | 32          | 7           | 2                     | 1                     | -                              | -                              | -                              | -        | -        | 34    | 8     |
| 2011-2012             | NK Celje              | Prva Liga             | 34          | 16          | 7                     | 1                     | -                              | -                              | -                              | -        | -        | 41    | 17    |
| 2012-2013             | NK Celje              | Prva Liga             | 6           | 4           | -                     | -                     | C3                             | 2                              | 0                              | -        | -        | 8     | 4     |
| 2012-2013             | Ludogorets Razgrad    | A PFG                 | 14          | 5           | 1                     | 0                     | -                              | -                              | -                              | -        | -        | 15    | 5     |
| 2013-2014             | Ludogorets Razgrad    | A PFG                 | 31          | 13          | 5                     | 1                     | C1+C3                          | 6+9                            | 0+6                            | 5        | 0        | 56    | 20    |
| 2014-2015             | Ludogorets Razgrad    | A PFG                 | 15          | 2           | 7                     | 0                     | C1                             | 9                              | 2                              | 1        | 0        | 32    | 4     |
| 2015-2016             | HNK Rijeka            | 1.HNL                 | 32          | 13          | 5                     | 4                     | C3                             | 2                              | 0                              | 6        | 1        | 45    | 18    |
| 2016-2017             | HNK Rijeka            | 1.HNL                 | 7           | 7           | -                     | -                     | C3                             | 2                              | 2                              | -        | -        | 9     | 9     |
| 2016-2017             | SV Darmstadt 98       | Bundesliga            | 11          | 0           | 1                     | 0                     | -                              | -                              | -                              | 3        | 0        | 15    | 0     |
| 2016-2017             | HNK Rijeka (prêt)     | 1.HNL                 | 16          | 4           | 3                     | 0                     | -                              | -                              | -                              | 2        | 0        | 21    | 4     |
| 2017-2018             | SV Darmstadt 98       | 2. Bundesliga         | 3           | 0           | 1                     | 0                     | -                              | -                              | -                              | 2        | 2        | 6     | 2     |
| 2017-2018             | Jagiellonia Białystok | Ekstraklasa           | 14          | 3           | -                     | -                     | -                              | -                              | -                              | 3        | 1        | 17    | 4     |
| 2018-2019             | Jagiellonia Białystok | Ekstraklasa           | 4           | 1           | -                     | -                     | C3                             | 1                              | 0                              | -        | -        | 5     | 1     |
| 2018-2019             | APOEL Nicosie         | Cyta Championship     | -           | -           | -                     | -                     | -                              | -                              | -                              | -        | -        | 0     | 0     |
| Total sur la carrière | Total sur la carrière | Total sur la carrière | 255         | 82          | 36                    | 10                    | -                              | 31                             | 10                             | 22       | 4        | 344   | 106   |